# Kawasaki GPZ 600 R
Die Kawasaki GPZ 600 R ist ein Motorrad des japanischen Herstellers Kawasaki, das von 1985 bis 1989 gebaut wurde.

## Geschichte
Kawasaki präsentierte als direkten Nachfolger der Kawasaki GPZ 550 Ende 1984 mit der GPZ 600 R (ZX 600 A) eine supersportliche Mittelklassemaschine nach dem Konzept der größeren GPZ 900 R. Zur Demonstration der Eigenschaften stellte Kawasaki die Maschine der Presse auf der Rennstrecke Circuito del Jarama in Spanien vor. Vom  Vorgängermodell GPZ 550 mit luftgekühltem Motor unterscheidet sich die 600er unter anderem durch einen Motor mit Wasserkühlung. Mit 55 kW (75 PS) war er der Stärkste in seiner Klasse. Angeboten wurde die GPZ 600 R für 9.380 DM.
Rückblickend gilt die GPZ als Begründerin der sportlichen 600er-Mittelklasse.

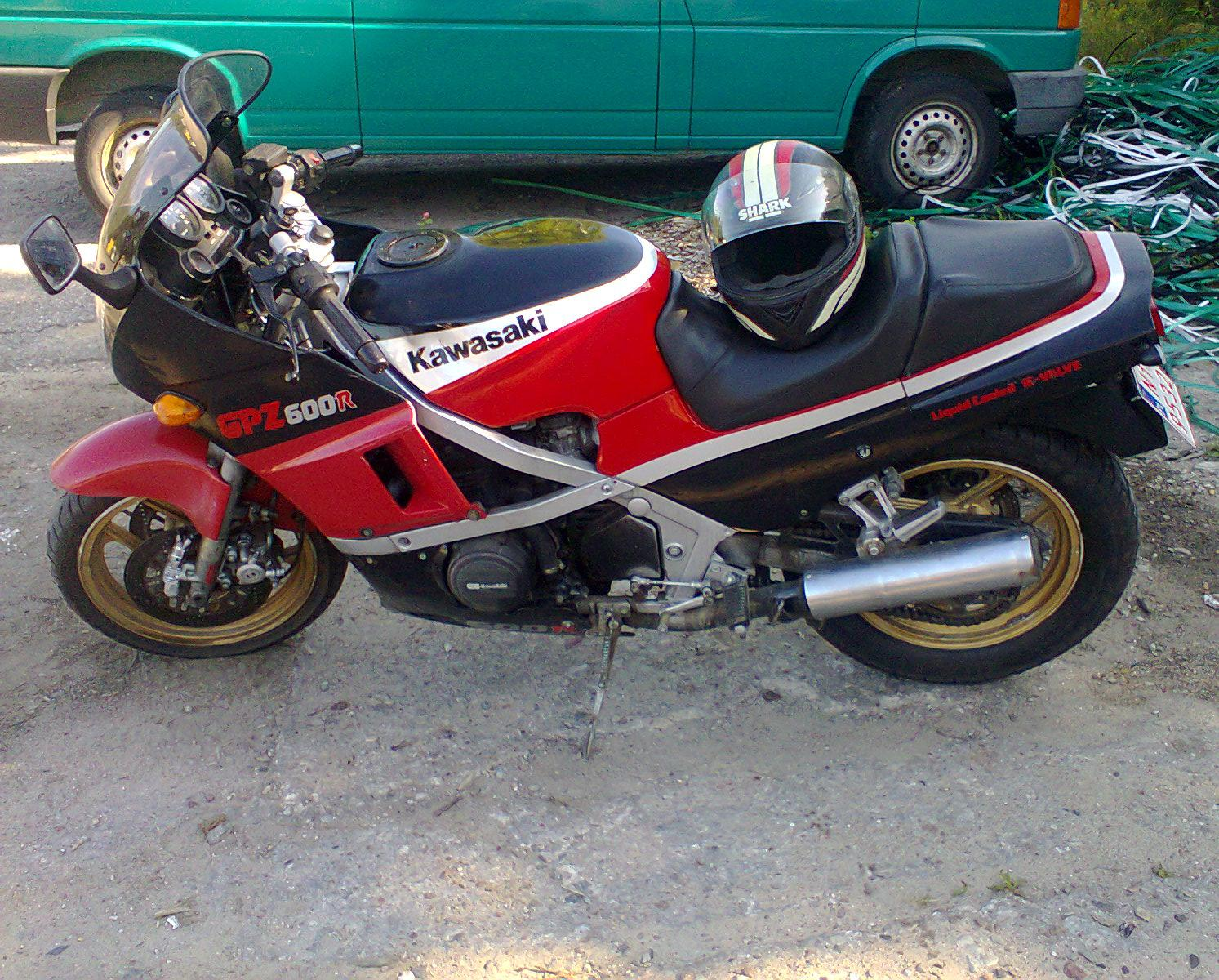
KAWASAKI GPZ 600 R, Bj. 1985, rot

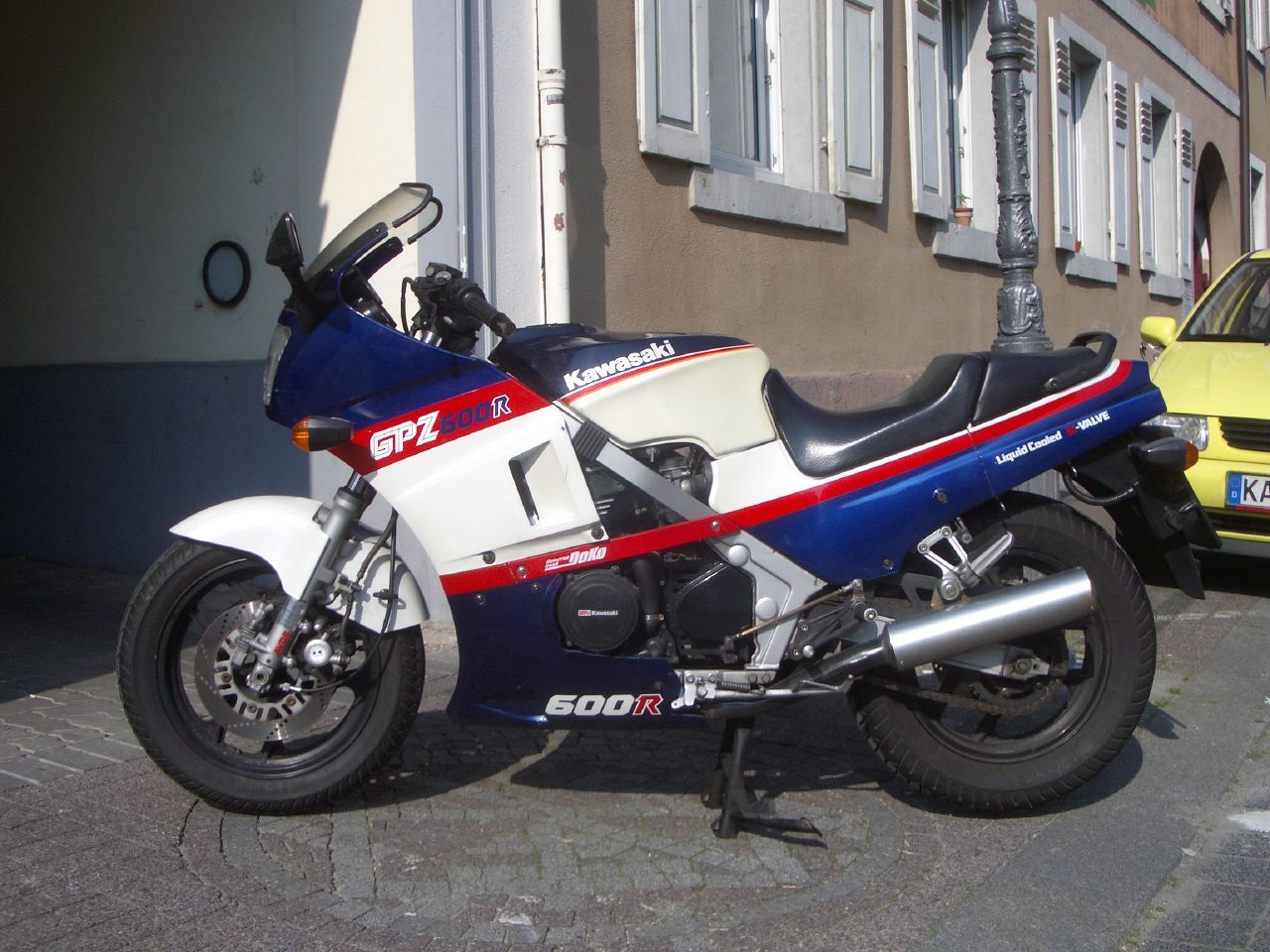
Kawasaki GPZ 600 R, weiss-blau

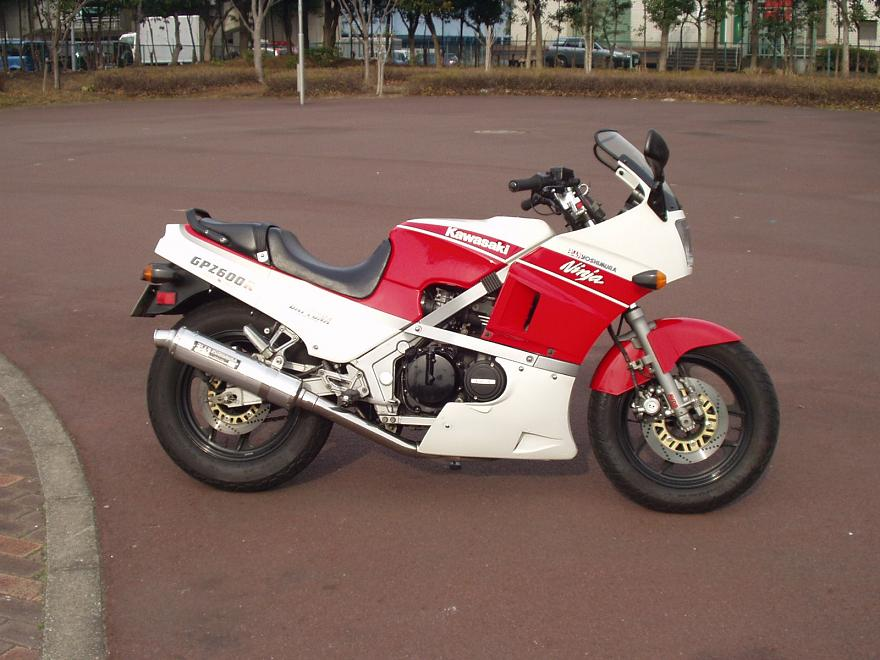
Kawasaki GPZ 600 R, weiss-rot

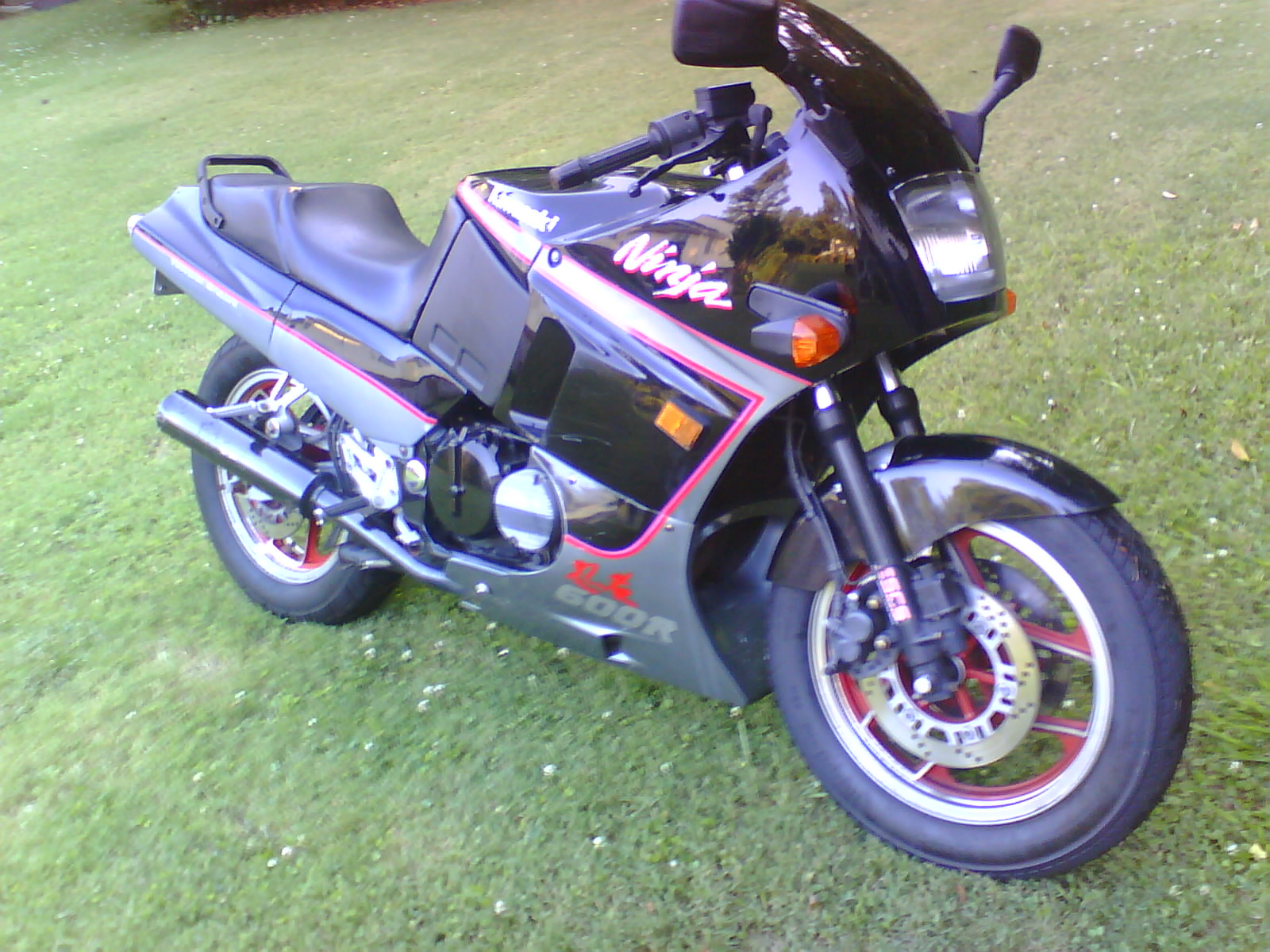
Kawasaki GPX 600 R

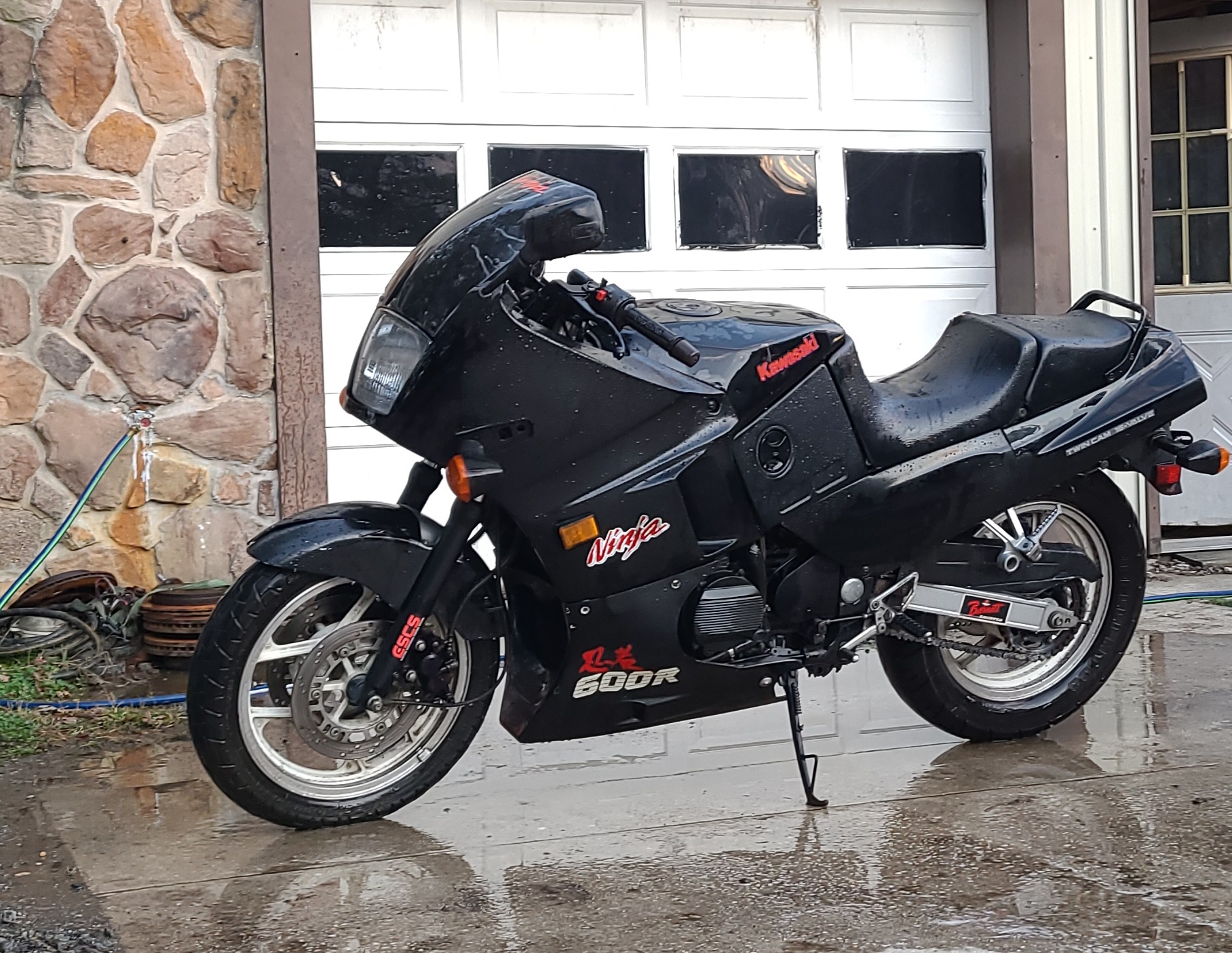
Kawasaki GPX 600 R

## Technische Daten

### Motor
Der wassergekühlte Vierzylinder-Reihenmotor mit 592 cm³ ist in Gummielementen aufgehängt. Er hat einen Vierventilzylinderkopf mit Gabelschlepphebeln und Einstellschrauben. Er leistet 55 kW (75 PS), hat damit eine spezifische Leistung von 93 kW/l (127 PS/l), 2013 aktuelle 600er erreichten ca. 156 kW/l (215 PS/l). Mehr als 54 kW (73 PS) wurden jedoch nicht von der Fachpresse auf Leistungsprüfständen gemessen. Die maximale Leistung wird bei 10500 min−1 (2012: bis zu 14000 min−1) erreicht. Bohrung × Hub sind 60 × 52,4 mm – damit ist der Motor kurzhubig ausgelegt, die Verdichtung ist 11:1, tauglich für Normalbenzin. Der Motor hat zwei obenliegende Nockenwellen, Ölkühler (Ölvolumen 3,5 l), keine Ausgleichswelle, Wasserkühler (2,5 l Kühlmittel), eine 4 in 2 Abgasanlage. Die Kupplung wird mechanisch per Seilzug betätigt, die Kraft überträgt ein Sechsganggetriebe.
Der Motor wurde auch im 600er Modell der ZL-Reihe verbaut.
1989 wurde der 85-PS-Motor mit gemessenen 60 kW (81 PS) der lange parallel gebauten Nachfolgerin GPX 600 R in die GPZ implantiert, um der mittlerweile stärkeren Konkurrenz Paroli zu bieten. Da Luftfilter, Vergaser und Abgasanlage nicht übernommen wurden, wurden offiziell nur 60 kW (82 PS) ausgewiesen.

### Rahmen und Fahrwerk
Der Doppelschleifenrohrrahmen ist aus Vierkantstahlrohr gefertigt, in USA gab es auch eine Version mit Aluminiumrahmen. Der Rahmen war auf Handlichkeit ausgelegt (Werte der ZX-6 R von 2013 in Klammern):
- Radstand 1430 mm (1400 mm),
- Nachlauf 97 mm (103 mm),
- Lenkkopfwinkel 63° (66°).

Der Standrohrdurchmesser beträgt 37 mm (41 mm). Eine Innovation war das AVDS-System (Automatic Variable Damping System) eine automatische, lastabhängige Anpassung der Druckstufendämpfung und ein damals noch übliches Antidive zur Vermeidung von übermäßigem Bremsnicken. Die Gabel ist zudem luftunterstützt. Hinten gibt es ein gleichfalls luftunterstütztes Federbein mit 140 mm Federweg, das so angelenkt ist, dass beim Einfedern die Federrate steigt („progressiv“, Uni Trak System). Das Vorderrad wird über zwei Bremsscheiben mit 270 mm (300 mm) mit Festsattel gebremst. Auch hinten unterstützt eine Bremsscheibe. Gemäß der Mode der 80er wurden 16-Zoll-Räder mit den Reifendimensionen 110/90 V16 (2,25 bar) und 130/90 V16 (2,5 bar) verwendet. Die theoretische Schräglage des motorrads ist 51°. Die Gesamtmasse mit 18 l Benzin ist ca. 217 kg (191).

### Fahrleistungen
- Höchstgeschwindigkeit: solo liegend 217 km/h, sitzend 204 km/h, mit Sozius 184 km/h
- Beschleunigung: 0–100 km/h in 4,2 s; 0–160 km/h in 11,0 s, 0–200 km/h in 22,2 s, 400 m in 12,6 s; 1000 m in 24,6 s
- Elastizität: 60–120 km/h im 6. Gang: 10,0 s, 60–140 km/h im 6. Gang: 14,8 s
- Bremsweg: 100 auf 0 km/h in 44,1 m
- Test-Verbrauch: 6,0–7,3 l/100 km Normalbenzin

### Bücher
- Reiner H. Nitschke, Mike Barke: Kawasaki: Historie, Modelle, Technik 1961 bis 1988. Dümpelfeld: New-Book-Edition
- Ian Falloon: Die Kawasaki Story. Renn- und Straßenmodelle von 1963 bis heute. HEEL Verlag, Königswinter 2001, ISBN 3-89365-924-2.
- Wolf Töns: Kawasaki: GPZ,ZZ-R, ZX-R. 1983–1997. Art-Motor-Verlag, Rösrath 1996.

### Berichte und Tests in Zeitschriften
- Michael Allner: Der Wilderer. Gebrauchtkauf Kawasaki GPZ 600 R. In: Paul Pietsch, E. Troeltsch p. m. (Hrsg.): Motorrad. Band 23. Motor Presse, 1992, ISSN 0027-237X, S. 126–133.
- Michael Schäfer: übertrainiert? Kurztest Kawasaki GPZ 600 R/1989. In: Paul Pietsch, E. Troeltsch p. m. (Hrsg.): Motorrad. Band 14. Motor Presse, 1989, ISSN 0027-237X, S. 28–32.
- Frank Hofmann-Grüneberg: Motorrad des Jahres. Alle Motorräder 1989. In: Paul Pietsch, E. Troeltsch p. m. (Hrsg.): Motorrad. Band 21. Motor Presse, 1988, ISSN 0027-237X, S. 22–54.
- Klaus Rosshuber et al.: Alle neuen Modelle 1988. Eine Frage des Charakters. In: Paul Pietsch, E. Troeltsch p. m. (Hrsg.): Motorrad. Band 5. Motor Presse, 1988, ISSN 0027-237X, S. 50–77.
- Werner Koch: Ring Frei. Vergleichstest: Kawasaki GPZ 600 R gegen GPX 600 R. In: Paul Pietsch, E. Troeltsch p. m. (Hrsg.): Motorrad. Band 20. Motor Presse, 1987, ISSN 0027-237X, S. 24–35.
- Klaus Rosshuber: Die Aufsteiger. Kawasaki GPZ 500 S gegen GPZ 600 R mit 27 PS: Vergleichstest. In: Paul Pietsch, E. Troeltsch p. m. (Hrsg.): Motorrad. Band 5. Motor Presse, 1987, ISSN 0027-237X, S. 14–21.
- Axel Westphal: Haar in der Suppe. 40000 Kilometer mit der Kawasaki GP Z 600 R. In: Paul Pietsch, E. Troeltsch p. m. (Hrsg.): Motorrad. Band 6. Motor Presse, 1986, ISSN 0027-237X, S. 38–49.
- Helmut Rebholz: Jetzt geht’s rund. Mittelklasse-Vergleich, Teil 1. In: Paul Pietsch, E. Troeltsch p. m. (Hrsg.): Motorrad. Band 9. Motor Presse, 1985, ISSN 0027-237X, S. 16–27.
- Michael Griep: Straßenräuber. Test Kawasaki GPZ 600 R. In: Paul Pietsch, E. Troeltsch p. m. (Hrsg.): Motorrad. Band 7. Motor Presse, 1985, ISSN 0027-237X, S. 48–59.